# Eutynellus flavior
Eutynellus flavior är en mångfotingart som beskrevs av Chamberlin 1940. Eutynellus flavior ingår i släktet Eutynellus och familjen Fuhrmannodesmidae. Inga underarter finns listade i Catalogue of Life.